# Kenneth Noel Crawford
Sir Kenneth Noel Crawford, britanski general, * 1895, † 1961.